# Kanodar
Kanodar is een census town in het district Banas Kantha van de Indiase staat Gujarat. 

## Demografie
Volgens de Indiase volkstelling van 2001 wonen er 11128 mensen in Kanodar, waarvan 50% mannelijk en 50% vrouwelijk is. De plaats heeft een alfabetiseringsgraad van 74%. 